# 황경신
황경신(1965년 9월 14일 ~ )은 대한민국의 작가이다. 1995년부터 페이퍼의 편집장으로 일하고 있다. 2013년 9월, 아나운서 손미나와 함께 멘토링콘서트 '신나는 언니들 시즌2'에 참여하였다.

## 저서
- 《슬프지만 안녕》(2006.04.20)
- 《세븐틴》(2008.07.17)
- 《종이인형》(2009.05.25)
- 《생각이 나서》(2010.11.5)
- 《모두에게 해피엔딩》(2013.02.20)
- 《눈을 감으면》(2013.09.14)[2]
- 《밤 열한 시》(2013.10.15)
- 《반짝반짝 변주곡》(2014.7.28)
- 《국경의 도서관》(2015.12.21)
- 《초콜릿 우체국》(2016.2.1)
- 《아마도 아스파라거스》(2016.7.15)
- 《생각이 나서 2 그리고 누군가가 미워진다》(2016.11.15)
- 《지워지는 것도 사랑입니까》(2018.9.10)
- 《생각의 공을 굴려서 글쓰기 근육을 키우자》(2019.2.28)
- 《달 위의 낱말들》(2022.7.1)